# Hede
Hede ist ein Ort in der schwedischen Provinz Jämtlands län und der historischen Provinz Härjedalen.
Hede liegt etwa 70 km nordwestlich von Sveg am Oberlauf des Flusses Ljusnan. Hede gehört zur Gemeinde Härjedalen und ist ein wichtiges Fremdenverkehrszentrum. Im Dorf gibt es ein Heimatmuseum und eine Kirche aus dem Jahr 1613, umgebaut 1775 im Rokokostil.
Etwa 20 km südlich von Hede liegt der Nationalpark Sonfjället, bekannt für seine Braunbärenpopulation. Im Mai 2009 wurde aus Hede über einen Vorfall berichtet, bei dem ein Braunbär einen Elch durch den Ort jagte und ihn schließlich auf einem Kinderspielplatz zu Fall brachte.
Am Stadtrand befindet sich der Hedebacken, eine Skisprungschanze, auf der von 1999 bis 2001 im Rahmen des internationalen Skisprung-Continental-Cup gesprungen wurde. Sie dient als Trainingszentrum des Hede IK und war 2003 und 2005 Austragungsort der Schwedischen Meisterschaften im Skispringen.